# パル・ジョーイ
『パル・ジョーイ』、『パル・ジョイ』（英語: Pal Joey）は、1940年初演のブロードウェイミュージカル。脚本はジョン・オハラ、楽曲はロジャース&ハート（リチャード・ロジャース作曲、ロレンツ・ハート作詞）。

## 概要
ロジャース&ハートのコンビ作品としては、最後から2番目の作品となる。1940年初演で、その後、何度も再演されており、「ブロードウェイで最も愛されているミュージカル」とも称される。タイトルの「ジョーイ（ジョイ）」は、主人公の男性の名前、「パル」は「友達」「相棒」といった意味合いの英語。
ミュージカルの主人公としてアンチヒーローを配した最初の作品である。初演では主人公ジョーイをジーン・ケリーが演じ、出世作となった。
1957年には本作を原作とした映画『夜の豹』が公開された。

## 原作
原作は、脚本も担当したジョン・オハラによる同名小説である。
小説は「ジョーイという男のスラングだらけの手紙」という体を取っている。

## あらすじ
1930年代のシカゴ。ジョーイ・エバンスは、自分のクラブを所有することを夢見てナイトクラブで働くシンガー。ジョーイはいい加減な性格でお気軽に生きており、女性たちを口説くプレイボーイで、皆からも憎まれない。ナイトクラブのスター・グラディスはジョーイと別れたが、未練が残る。コーヒーショップで働いているリンダはジョーイと出会って、ジョーイに恋心を抱く。
気まぐれでナイトクラブを訪れた大富豪と結婚したばかりのヴェラをジョーイは口説く。最初はジョーイを軽く流していたヴェラだったが、エンターティナーとしてのジョーイの才能に投資を行うことを決めた。ヴェラの資金でジョーイは自分の店を持つことができ、ジョーイの店は大繁盛。ジョーイはありきたりのショーでなく、独創的で画期的なショーをと望むが、うまく行かずにいら立つばかり。グラディスとも喧嘩になり、さらにはギャングたちがビジネスをヴィラの夫に渡すように脅してきた。グラディスはジョーイにうんざりしている自分に気付き、ジョーイと店を捨て、ジョーイを見返してやろうと決心する。

## 使用楽曲
- I Could Write A Book
- Bewitched, Bothered and Bewildered
- Zip
- In Our Little Den of Iniquity
- You Mustn't Kick It Around

## 受賞歴
1952年ブロードウェイ再演版
- ニューヨーク演劇批評家協会賞「最優秀ミュージカル賞」
- ドナルドソン賞「最優秀ミュージカル賞」

## メディア評
- ニューヨーク・ヘラルド・トリビューン（英語版） - 素晴しい。シニカルで際立って独創的。本物の力にあふれる。（1940年）[1]
- ハリウッド・リポーター - 「パル・ジョーイ」は結局いまだに魅了し続ける。（1995年）[1]
- ニューヨーク・タイムズ - 「パル・ジョーイ」はロジャース・ハートの絶好時の宝物。（1995年）[1]

## 日本での公演
- 1989年 - ヴェラ:鳳蘭、堺正章、順みつき共演によって、本作がシアターアプルにて『魅せられてヴェラ』のタイトルで公演された[3]。
- 1991年 - 宝塚歌劇団星組によって宝塚バウホールで公演された。演出:阿古健、ジョーイ:日向薫、ヴェラ:毬藻えりほか。また、専科から矢代鴻が出演している[3]。
- 2010年 - 青山劇場・シアターBRAVA!にて『Pal Joey〜パル・ジョーイ』のタイトルで公演された。ジョーイ:坂本昌行、グラディス:彩吹真央、ヴェラ:高畑淳子、リンダ:桜乃彩音ほか[5]。